# متحف القهوة (الأحساء)
متحف القهوة متحف نوعي جميل يضم مقهى ومتجراً وأكاديمية القهوة، كما أنه يُدون تاريخ القهوة في المملكة العربية السعودية ويعرض أدواتها والطرق المستخدمة لزرعها وطحنها وتحميصها.

## المكان
يوجد متحف القهوة في قرية الشقيق بمحافظة الأحساء بالسعودية.

## رسالة المتحف
رسالة متحف القهوة هي توجيه الضوء على تاريخ القهوة ووجوه الضيافة العربية والذي يعود إلى مئات السنين وأيضاً لتعزيز مكانة السعودية الثقافية والحضارية.

## التأسيس

### المؤسس
أسس هذا المتحف المواطن عبد الله الهجرس، ويذكر عبد الله الهجرس أنه بدأ بتجميع مقتنيات للقهوة يفوق عمرها المئة عام وذلك منذ عام 1418.

### تاريخ التأسيس
تم تأسيسه في عام (2016) بتوجيه من الهيئة العامة للسياحة والتراث الوطني قسم المتاحف الخاصة وبوجود رغبة من صاحب المتحف عبد الله إبراهيم الهجرس.

## تميزه
هذا المتحف متخصص في التراثيات المتعلقة بالقهوة ولهذا أصبح الأول من نوعه في المملكة العربية السعودية والثاني بالنسبة للخليج والشرق الأوسط.

## مايضمه المتحف
- مبنى أثري مُصمم على شكل مبنى قديم يعبر عن معلم من معالم الإحساء ومبانيها القديمة.
- لوحة تروي قصة “القهوة” ومكتوبة باللغتين العربية والإنجليزية؛ وهذه القصة تبدأ من القرن الخامس إلى القرن 21 ميلادي وهي تُبين كيفية دراسة خصائص وعلم القهوة وتصنيعها بواسطة العلماء العرب.
- وجود خريطة توضح مواقع زراعة القهوة وأماكن انتشارها على مستوى العالم وخاصةً جنوب المملكة.[4]

## أدوات القهوة الموجودة به
- يحتوي المتحف علي أقدم الأدوات المستعملة في عملية فرش القهوة بعد الحصاد والتي يصل عمرها إلى 90 عاماً تقريباً، وهذه الأدوات مصنوعة من الخشب منها الطويلة ومنها القصيرة ومنها صغيرة الحجم.
- دله خليجية قديمة نُقش عليها حكم عربية عديدة.
- مطحنة كانت تُستخدم للقهوة في الاحساء يبلغ عمرها حوالي 50 عام.
- ميزان كبير خاص بوزن أكياس القهوة مجلوب من مدينة جازان يصل عمره إلـي 80 عام.
- العديد من الدلال الحساويه القديمة التي تُسمى «النجرانية والقريشية والتركية والعراقية».
- فناجين قديمة استُعملت لضيافة كبار الشخصيات وكان مرسوم عليها شعار بعض الدول والأندية وعدد من الأسلحة القديمة.
- سندان صُنِع يدوياً ويصل عمره إلى 100 عام وهو مخصوص لصناعة المطارق الخاصة بصناعة دلال القهوة.[4]
- علبة قهوة قديمة تحمل صورة للملك عبد العزيز.[2]

## الجانب التعليمي
بالإضافة إلى تناوله البُعد التراثي تناول المتحف أيضاً البُعد التعليمي حيث يحتوي علي مختبر لعمل تجارب للقهوة وإعداد عينات لها بكافة أنواعها وذلك بالتنسيق مع زوار المتحف.